# Ørum Kirke (Viborg Kommune)
 For alternative betydninger, se Ørum Kirke. (Se også artikler, som begynder med Ørum Kirke)
Ørum Kirke er en kirke i Ørum Sønderlyng i Ørum Sogn.
Kirken ligger i byens østlige ende ud til landevejen mellem Viborg og Randers og er omgivet af kirkegården.
Kirken har skib, kor, tårn, sakristi og våbenhus.
Skib og kor er kirkens ældste dele og murene er af kvadersten.
Tårnet er yngre og fra unionstiden, og sakristiet er formentligt fra samme tid, mens våbenhuset er kirkens yngste del.
Tårnet har været lidt skævt og fik i 2006 et ur efter en anonym donation.
I 2008 fik kirken nyt orgel.
I 2013 blev der ved et indbrud stjålet uerstatteligt sølvtøj fra kirken.
Lige uden for kirkegårdsmuren står en genforeningssten rejst den 15. juni 1925.
Sognepræst er Ulla Horsholt der også fungerer som præst ved Viskum Kirke og Vejrum Kirke.

## Eksterne kilder og henvisninger
- Ørum Kirke hos KortTilKirken.dk